# Günther Wegmann
Günther Wegmann foi um piloto alemão da Luftwaffe durante a Segunda Guerra Mundial. Abateu 14 aeronaves inimigas, o que fez dele um ás da aviação, incluindo oito pilotando um Messerschmitt Me 262. Teve a sua perna direita amputada quando, a 18 de Março de 1945, a sua aeronave foi alvo de disparos vindo de um atirador de um B-17; segundos os relatos, o buraco na perna era grande o suficiente para meter um punho lá dentro.